# Radioåret 1955

## Händelser

### April
- 22 april - Chefen för svenska UD:s pressbyrå, Olof Rydbeck, utses till svensk radio- och TV-chef [1].

### Juli
- 29 juli - IBRA Radio inleder sina sändningar på kortvåg från Tanger i Marocko.

### September
- 22 september – Fiktive figuren Grace Archer dör i BBC:s radioserie The Archers; inför lanseringen av ITV samma dag.[2]

### November
- 26 november - Olof Rydbeck, nytillträdd chef för Sveriges Radio, blir den förste som talar i nystartade SR P2 som skapats för att bättre kunna tillgodose lyssnarnas olika intressen [3]. I början är sändningstiden kort [1]. Kanalen startas över FM-sändare i Stockholm, Göteborg, Malmö och Örebro.

## Radioprogram
- Okänt datum – Frukostklubben återuppstår i Sveriges Radio.

## Födda
- 3 februari – Sven Hallberg, svensk radioprogramledare.
- 20 april – Tithi Hahn, svensk radioprogramledare.
- 24 maj – Inger Arenander, svensk radiojournalist.
- 15 juli – John H. Cox, amerikansk radioprogramledare.
- 4 augusti – Lisa Syrén, svensk radioprogramledare för bland annat Ring så spelar vi och Karlavagnen.

### Fotnoter
1. 1 2  Hundra år i Sverige - 1955, Hans Dahlberg, Albert Bonniers, 1999
2. ↑  BBC: The Archers, timeline
3. ↑  20:e århundrades När Var Hur - 1955, Bernt Himmelstedt, Forum, 1999